# Rana Hanimsultan
Rana Hanımsultan (lett. "accattivante", "aggraziata" o "elegante"; nota anche come Rana Eldem o Rana Killigil; Parigi, 25 febbraio 1926 – Istanbul, 14 aprile 2008) è stata una principessa ottomana, figlia di Naciye Sultan e pronipote del sultano Abdülmecid I.

## Biografia
Rana Hanımsultan nacque il 25 febbraio 1926 a Parigi. Era figlia di Naciye Sultan, figlia di Şehzade Selim Süleyman e nipote del sultano ottomano Abdülmecid I, e di Mehmet Kamil Kalligil, politico turco e fratello minore del defunto marito di Naciye, Ismail Enver. Da parte di madre, aveva due sorellastre e un fratellastro maggiore: Mahpeyker Hanımsultan, Türkan Hanimsultan e Sultanzade Ali Bey. Essendo nata dopo l'esilio della dinastia ottomana, Rana, sebbene comunemente così nota, non portò mai ufficialmente il titolo di Hanımsultan.
Dopo un'infanzia passata in esilio, il 25 maggio 1939 fu promulgata una legge speciale che concesse, se lo desideravano, a lei e ai suoi fratellastri di rientrare in Turchia, e furono naturalizzati cittadini turchi il 5 luglio dello stesso anno. Mehmet Kamil poté rientrare in Turchia il 22 settembre 1949, dopo aver formalmente divorziato da Naciye, ancora sottoposta a esilio (revocato nel 1952), e morì a Istanbul il 7 agosto 1961.
Durante la seconda guerra mondiale Rana e le sorellastre rimasero con la madre in Svizzera, dove Rane completò gli studi superiori, per poi rientrare in Turchia nel 1943. Nel 1946, tornò a Parigi per studiare alla Sorbona, dove si laureò in lingua e letteratura francese. Nel il 25 luglio 1949, a Parigi, sposò il diplomatico turco Osman Sadi Eldem, da cui ebbe due figlie e un figlio. Rimase vedova il 15 gennaio 1995.
Dopo la laurea tornò a Istanbul e divenne insegnante di francese. In particolare, insegnò al Lycée Saint-Joseph fra il 1985 e il 1986.
Rana Hanımsultan morì il 14 aprile 2008 a Istanbul a causa di un'emorragia celebrare provocata da una caduta dalle scale il giorno prima. Il funerale venne celebrato il 17 aprile, nella Moschea Teşvikiye, alla presenza di diversi membri della dinastia ottomana. Il giorno seguente venne sepolta nel cimitero Yahya Efendi di Istanbul, vicino alla madre e a diversi parenti, fra cui il marito e una delle figlie.

## Discendenza
Da suo marito, Rana ebbe due figlie e un figlio:
- Ceyda Eldem (1 marzo 1952 - agosto 2014). Nata e morta a Istanbul[3].
- Necla Eldem (24 marzo 1954 - 24 agosto 1964). Nata a Istanbul, morì all'età di dieci anni a causa di un incidente. Venne sepolta nel cimitero Yahya Efendi[9].
- Edhem Eldem (n. 2 marzo 1960, Ginevra). Nato a Ginevra. Lavora come storico e professore all'Università Boğaziçi[3][9]. Il 2 settembre 1983, a Istanbul, ha sposato Zeynep Sedef Torunoglu. Hanno una figlia:[1]
  - Simin Eldem (n. 2 gennaio 1987, Istanbul)